# Arbuskulární mykorhiza

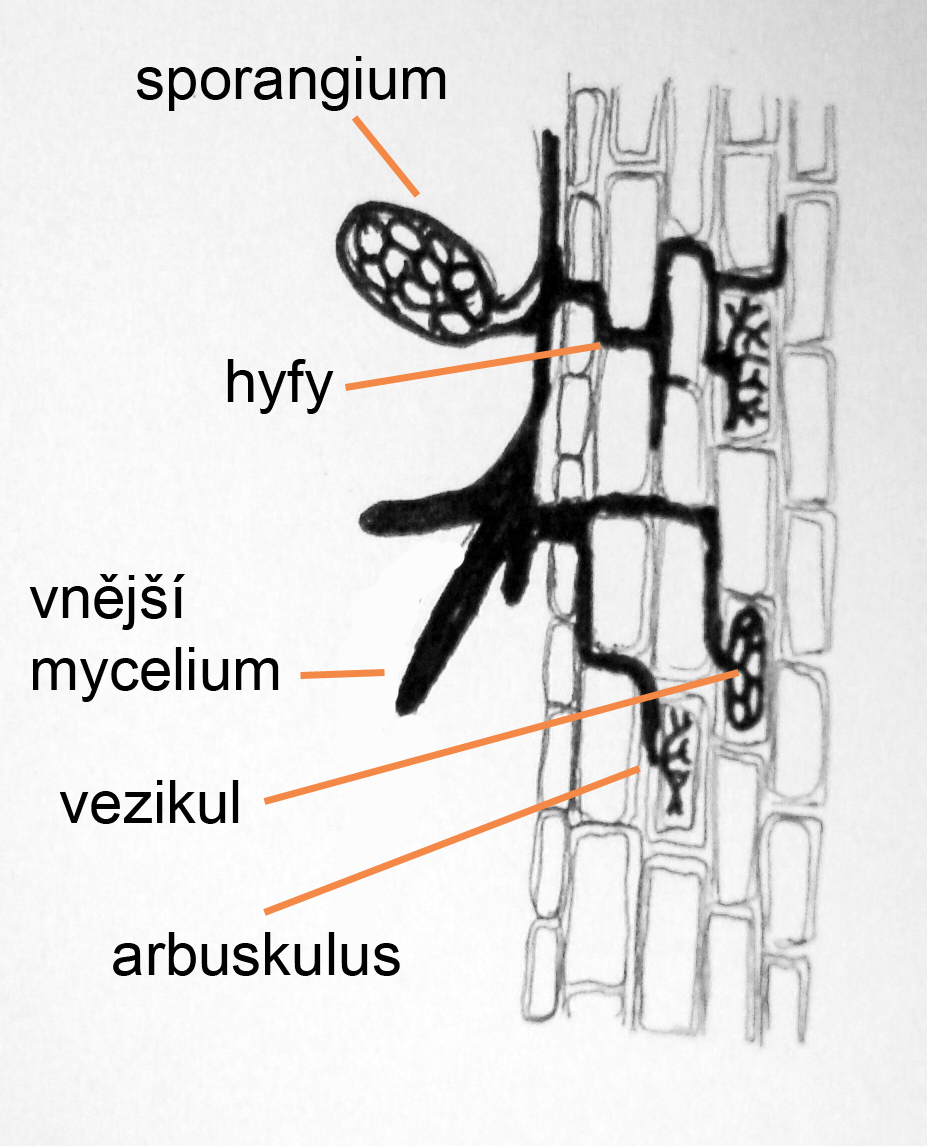
Průřez kořenem, na němž jsou patrné základní rysy arbuskulární mykorhizy

Arbuskulární mykorhiza (AM, vezikulo-arbuskulární m.) je typ endomykorhizy, při níž houba (z oddělení Glomeromycota) proniká buňkami kůry kořene cévnatých rostlin. Charakteristickým rysem AM jsou unikátní struktury v buňkách, zejména arbuskuly a vezikuly.
Z ekologického hlediska se jedná o jednoznačně oboustranně výhodný, tzv. mutualistický svazek. Houba dodává rostlině minerální látky z půdy (např. fosfor, stopové prvky), rostlina vyživuje houbu organickými látkami, které sama vyrábí fotosyntézou.
Vědci se dnes přiklání k tomu, že arbuskulární mykorhiza hrála zásadní roli v přestupu rostlin na souš a v evoluci cévnatých rostlin.
Arbuskulární mykorhiza je nejčastějším druhem mykorhizy a současně nejčastějším druhem symbiózy vyšších rostlin. AM se vyskytuje přibližně u 80% všech recentních botanických čeledí cévnatých rostlin.
Velké pokroky ve výzkumu fyziologie a ekologie arbuskulární mykorhizy v posledních 40 letech vedly k poznání rozlišných rolí AM v ekosystému. Tyto poznatky jsou aplikovatelné v ochraně přírody i v zemědělství.